# 은평터널로
은평터널로(Eunpyeongtunnel-ro)는 서울특별시 은평구 수색동에서 신사동까지 이어주는 서울특별시도로, 총 연장은 1.94 km이다. 이름이 유래된 것은 은평터널이 관통하여 터널 이름을 사용하였기 때문이다.

## 역사
- 2010년 6월 10일 : 도로명으로 은평터널로를 고시

## 주요 경유지
- 은평구
  - 수색동 - 신사2동

## 접촉하는 도로
- 직결 : 은평로
- 교차 : 수색로, 가좌로

## 주요 건물 및 시설
- DMC아트포레자이 (은평터널로 27/수색동 189)
- 은평종합사회복지관 (은평터널로 48/수색동 8-15)
- 은천교회 (은평터널로 51/수색동 415-2)
- DMC진흥아파트 (은평터널로 60/수색동 416-1)
- 이랜드타운아파트 (은평터널로 121-6/신사동 367)
- 유진상가 (은평터널로 62/수색동 415-6)
- 대림한숲타운아파트 (은평터널로 66/수색동 415-4)
- 대림한숲타운아파트 상가 (은평터널로 64/수색동 415-5)
- e편한세상수색에코포레 (은평터널로 65/수색동 415-1)
- 청구빌라 (은평터널로 131/신사동 184-9)
- 남도빌라 (은평터널로 133/신사동 184-7)
- 대영빌딩 (은평터널로 137/신사동 7길183-3)
- 영성빌딩 (은평터널로 138/신사동 180-5)
- 숭실고등학교 (은평터널로 7길 6/신사동 300-88)
- 서울서신초등학교 (은평터널로 150/신사동 194)
- 서울신사미성우편취급국 (은평터널로 7길 2/신사동 358)
- 신성수정아파트 (은평터널로 7길 2/신사동 358)
- 뉴신사신성아파트 (은평터널로 163/신사동 356)
- 새절역현대아파트 (은평터널로 164/신사동 359)
- 굿모닝기룡아파트 (은평터널로 169/신사동 369)
- 금영빌라 (은평터널로 176/신사동 200-30)
- 다채움 (은평터널로 177/신사동 200-124)
- 성현아파트 (은평터널로 178/신사동 200-28)
- 신한파크빌 (은평터널로 179/신사동 200-123)
- 명진아파트 (은평터널로 182/신사동 200-115)
- 길훈타운 (은평터널로 183/신사동 200-108)
- 위산엘리시움 (은평터널로 191/신사동 222-2)
- 서서울농협 수색지점 (은평터널로 15/수색동 359-9)
- 우리은행 365코너 응암로지점 (은평터널로 196/신사동 40-3)

## 철도 연계역
- ● 수도권 전철 경의·중앙선 : 수색역